# Паспорт моряка (Российская Федерация)
Паспорт моряка являлся документом, удостоверяющим личность его владельца как за пределами Российской Федерации, так и в пределах Российской Федерации. Владельцу паспорта моряка разрешался выезд из Российской Федерации и въезд в Российскую Федерацию на судне, или любом виде транспорта в индивидуальном порядке, или в составе группы при следовании на находящееся за границей судно, в судовую роль которого он включён.
С 1 января 2014 года Федеральным законом от 30 декабря 2008 года № 322-ФЗ паспорт моряка исключён из перечня документов, по которым граждане Российской Федерации осуществляют въезд в и выезд из Российской Федерации.

## Оформление и выдача паспортов моряка
В соответствии с Конвенцией Международной организации труда 1958 года № 108 «Конвенция о национальных удостоверениях личности моряков» паспорт моряка также оформлялся по заявлениям граждан Российской Федерации, уровень профессиональной подготовки и состояние здоровья которых соответствовал требованиям, установленным международными конвенциями для членов экипажей морских судов, и выдавался им при наличии трудового соглашения о работе на российском или иностранном судне. Указанное соглашение могло быть заключено гражданином Российской Федерации самостоятельно или при посредничестве организаций, которые осуществляют трудоустройство российских граждан на суда под иностранным флагом и деятельность которых соответствует требованиям, предъявляемым к таким организациям международными конвенциями о найме и трудоустройстве моряков.
Оформление паспортов моряка производилось по согласованию с органами федеральной службы безопасности Российской Федерации и с органами внутренних дел Российской Федерации.

### Категории граждан, которым осуществлялась выдача паспорта моряка
Паспорт моряка (удостоверение личности моряка) оформлялся федеральными органами исполнительной власти, к компетенции которых отнесено управление морским и речным транспортом и рыболовством, и выдавался гражданину Российской Федерации, работающему на российском судне заграничного плавания или командируемому российским судовладельцем для работы на иностранном судне, а также включённым в судовую роль курсантам учебных заведений и командируемым на суда для выполнения служебных заданий работникам предприятий, учреждений и организаций, находящихся в ведении федеральных органов исполнительной власти по управлению морским и речным транспортом и рыболовством, других федеральных органов исполнительной власти, либо гражданину Российской Федерации, являющемуся моряком применительно к Конвенции 1958 года об удостоверениях личности моряков (Конвенция Международной организации труда № 108).

## Отмена паспорта моряка
Постановлением Правительства Российской Федерации от 18 августа 2008 года № 628 г. Москва «О Положении об удостоверении личности моряка, Положении о мореходной книжке, образце и описании бланка мореходной книжки» с 1 января 2014 года постановление Правительства Российской Федерации от 1 декабря 1997 года № 1508 «Об утверждении Положения о паспорте моряка» (Собрание законодательства Российской Федерации, 1997, № 49, ст. 5598) признаётся недействительным. Паспорт моряка заменяется удостоверением личности моряка.